# Croton solanaceus
Croton solanaceus är en törelväxtart som först beskrevs av Johannes Müller Argoviensis, och fick sitt nu gällande namn av Grady Linder Webster. Croton solanaceus ingår i släktet Croton och familjen törelväxter. Inga underarter finns listade i Catalogue of Life.

## Bildgalleri

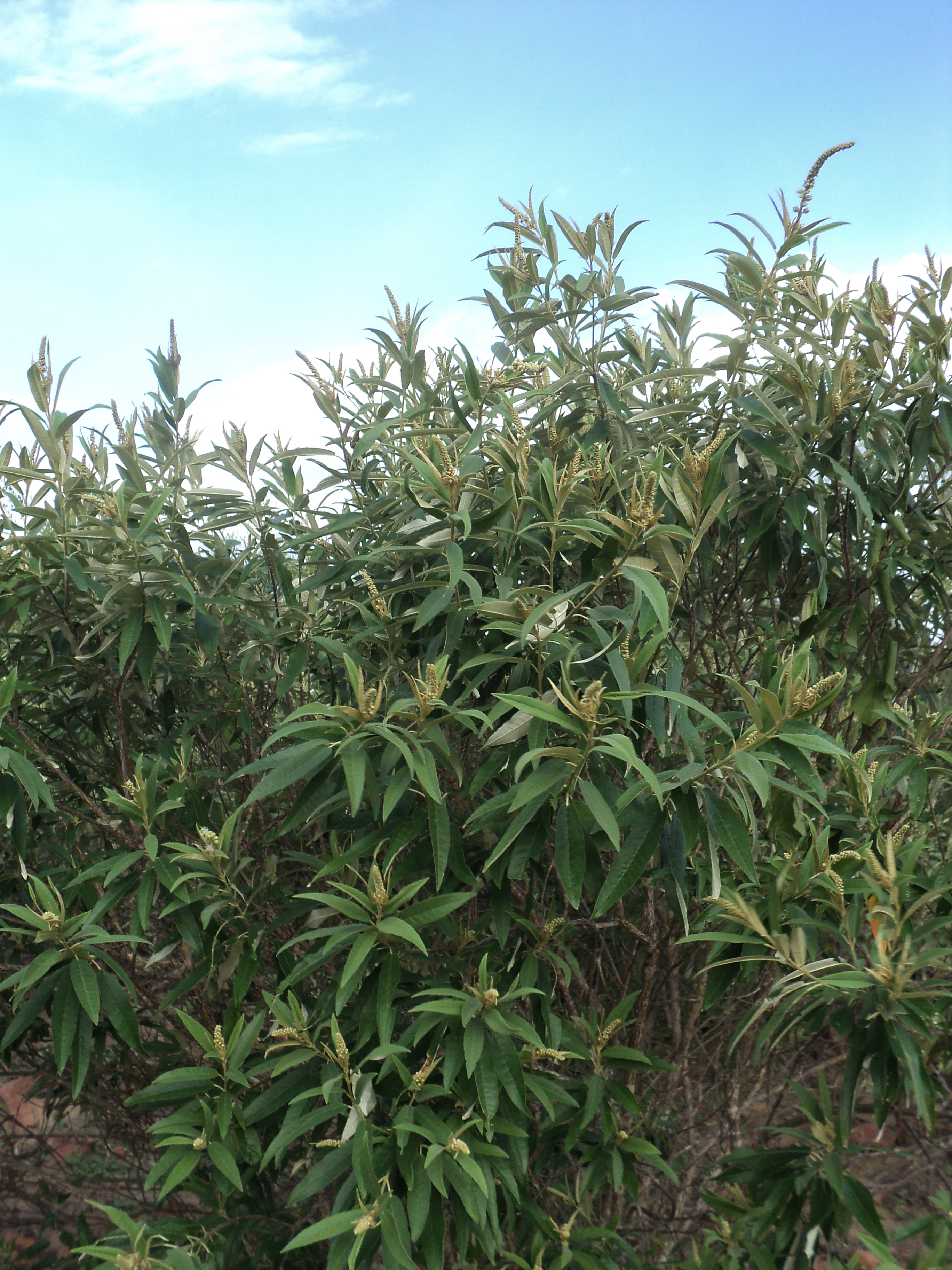